# وینترسهال

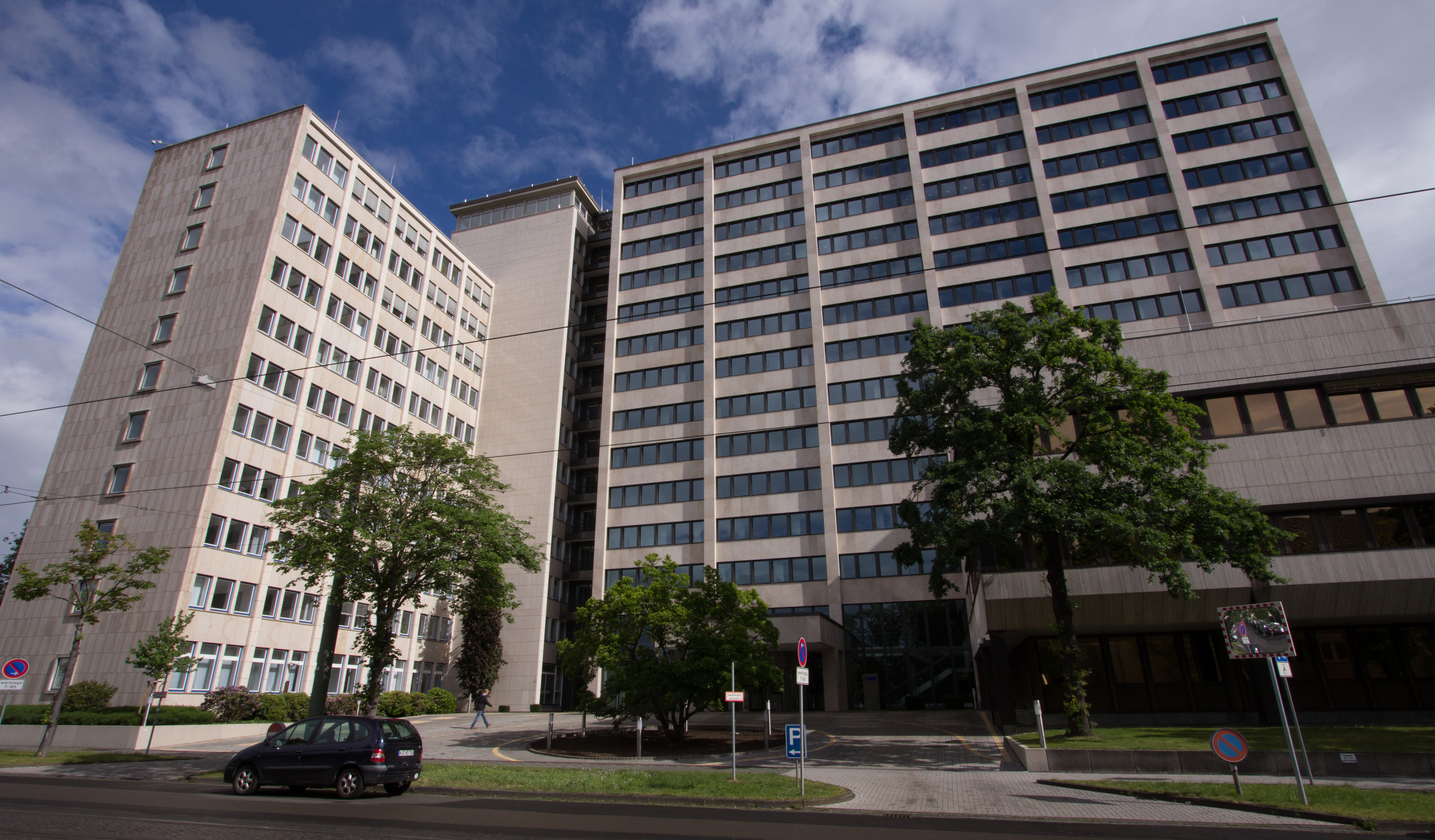
Wintershall in Kassel

وینترسهال (انگلیسی: Wintershall) شرکت نفت و گاز آلمانی است، که در زمینه اکتشاف، استخراج، انتقال و فروش نفت خام، گاز طبیعی و میعانات گازی فعالیت می‌نماید.
شرکت وینترسهال در سال ۱۸۹۴ راه‌اندازی شد و در حال حاضر زیرمجموعه‌ای از شرکت ب آ اس اف می‌باشد و به‌عنوان بزرگترین شرکت نفت و گاز آلمان شناخته می‌شود. دفتر مرکزی این شرکت در شهر کاسل، آلمان قرار دارد.